# Guillaume Capelle (entrepreneur social)
Pour les articles homonymes, voir Capelle.
Cet article concerne l'entrepreneur social. Pour le préfet et homme politique, voir Guillaume Capelle.
Guillaume Capelle, né le 15 octobre 1987 à Paris, est un entrepreneur social et investisseur à impact français, expert des migrations internationales et du climat.
Il fonde en 2012 l’ONG SINGA, dont il devient président puis directeur international. Il est également cofondateur et président de l'association J'accueille. En 2023, il rejoint IMPACT Partners en tant que directeur associé. 
Considéré comme « l’un des jeunes Français les plus talentueux » de sa génération (Forbes under 30 2016, catégorie “Droit et politique), il apparaît notamment dans la (nouvelle) photo du siècle de Yann Arthus Bertrand en 2020, mettant à l’honneur des entrepreneurs et des activistes sociaux et environnementaux.

## Biographie

### Enfance & formation
Né à Paris, il grandit en Bretagne avec ses deux frères cadets, une mère maître artisan encadreur et un père chef d’entreprise dans l’agroalimentaire. À partir de l’âge de 12 ans, il réalise des voyages linguistiques en Angleterre, en Italie et aux Etats-Unis.
A l’issue de sa scolarité à Rennes, il hésite à poursuivre ses études dans le domaine de l’architecture et du design. Mais c’est vers les Relations Internationales qu’il s’oriente, afin de devenir diplomate.
A 18 ans, il débute donc des études à l’Institut d’études des relations internationales (ILERI) à Paris. En parallèle, et par correspondance, il entame un cursus de droit à La Sorbonne. En 2010, il est ainsi diplômé d’un double Master de l’ILERI et de l’Université Pierre Mendès France (Grenoble 2) en Gestion, spécialisation “sécurité internationale et défense”.

### Expériences professionnelles
Il commence sa carrière professionnelle à Sydney, chez Amnesty International Australie, où il travaille bénévolement comme assistant juridique pour les demandeurs d’asile, et les soirs et weekends dans la restauration. Au bout de six mois, il prend la coordination des cas de graves violations des droits humains, en tant que salarié à temps plein.
De retour en France en 2011, il décide de lancer, avec Nathanael Molle, une ONG pour financer l’entrepreneuriat des réfugiés et changer le regard sur l’exil. Ensemble, ils fondent ainsi SINGA.
En 2012, il crée également sa première entreprise de conseil en stratégie et communication. Il réalise une mission pour l’Institut français des relations internationales (IFRI) où il anime et promeut un réseau de citoyens et professionnels des quartiers populaires européens, à Birmingham, Lisbonne, Montreuil et Palerme.
À partir de 2015, tandis que Nathanael Molle et Alice Barbe se partagent la direction générale de SINGA en France, il en assume le développement international.
À ce titre, il accompagne le lancement de SINGA au Maroc, au Canada, en Allemagne, en Belgique, en Suisse, au Royaume-Uni, en Italie et au Luxembourg. Il établit une culture des “communs” : outils et méthodes à transmettre en open source au sein du réseau international SINGA et au-delà, avec des collectifs citoyens et des organisations extérieures.
SINGA entraîne, via son réseau international d’incubateurs, la naissance d’un large écosystème de milliers d’entrepreneurs réfugiés et d’entreprises sociales mobilisées pour l’inclusion des personnes réfugiées. On y trouve notamment Carbon Mobile, Meet my mama, Kaoukab, Konexio, l’Observatoire des camps réfugiés, Each One, Frello et Caracole.
En 2021, Guillaume Capelle est à l’origine de l’écosystème Start In Europe : le plus grand rassemblement d’incubateurs pour des entrepreneurs réfugiés et exilés sur le continent européen.
En 2022, il rédige avec Benoît Hamon, alors nouveau directeur général de SINGA, Elisabeth Laville, la directrice générale d’Utopies, et Stéphanie Senlis, consultante chez Utopies, une Charte de l’inclusion des personnes réfugiées et exilées en entreprise. L’idée est ainsi de constituer une coalition d’entreprises, telles que Accor, Danone, Generali ou L’Oréal, prêtes à se mobiliser sur ce sujet.
Dans le même temps, il présente une nouvelle vision de la finance, tournée vers les entrepreneurs exilés et les innovations dans le secteur de l’inclusion des nouveaux arrivants, à ChangeNOW et VivaTech. Pour la mettre en œuvre, il rejoint Impact Partners en 2023 comme directeur associé pour lancer le 1er fonds d'investissement pour l'intégration des nouveaux arrivants en Europe. 

## Innovations interculturelles
Au sein de SINGA, il développe une méthode pair-à-pair, inspirée de l’économie collaborative, qui donne naissance à de nombreuses innovations relationnelles entre les réfugiés et les membres de leur société d’accueil.
Dès son lancement, il pense notamment, avec Nathanael Molle, à proposer des mises en relation “Buddy” entre un réfugié et un Français, pour des échanges linguistiques et culturels.
Par la suite, il travaille à la conception de la plateforme Comme à la maison (CALM) pour l’accueil des réfugiés chez l’habitant. CALM, devenu “J’accueille”, a permis des milliers d’accueil, sur des périodes longues, d’individus et de familles réfugiés en France, favorisant leur intégration.
En 2017, il imagine Kiwanda, un espace de coworking pour les entrepreneurs du lien social, avec Samuel Grzybowski, alors dirigeant de Coexister.

## Publications
Guillaume Capelle apparaît en 2016 dans le livre I am with them de la photographe Anna R., ainsi que dans l’essai On ne nait pas engagé, on le devient de l’activiste Alice Barbe en 2021. Il est également l’un des personnages du roman Mohammad, ma mère et moi de l’écrivain et réalisateur Benoit Cohen, publié 2018.
Il est cité comme expert dans des ouvrages de référence, tels que La personne apprenante d’Etienne Collignon en 2019 ou Radicales et fluides : les mobilisations contemporaines de Réjane Sénac en 2021. La même année, il est interviewé par Cyrielle Hariel et Sylvain Raymond pour leur livre Nos raisons d’être - Vers une société durable et plus humaine et dans Lumières ! Regards croisés sur l’engagement.
En tant qu’auteur, il a contribué à plusieurs ouvrages collectifs, en particulier au chapitre “Migrations et environnement” dans le RAMSES 2013 - Gouverner aujourd’hui ? sous la direction de Thierry de Montbrial et Philippe Moreau Defarges, et à un chapitre de l’ouvrage Dans les quartiers, l’égalité c’est maintenant ! sous la direction d’Esther Benbassa et Jean-Christophe Atias. Il a également participé à la co-écriture de la note “Talents sans frontières”, publiée par Utopies et SINGA en 2022. En 2023, il signe le chapitre "La migration est un humanisme" dans les Utopiennes, édition de la Mer Salée. 

## Distinctions
En 2017, il fait partie des « 30 jeunes sous 30 ans » de la liste Forbes Europe.
En 2018, il est élu « Ministre des affaires étrangères » du gouvernement idéal de l’ESS par les lecteurs de Carenews.
Parrain de la promotion 2018 de l’Ecole 3A Paris, il rejoint une prestigieuse liste comptant Léopold Sedar Senghor, Jacques Delors, Raymon Barre, Sandra Fuentes ou encore Bernard Kouchner.
Entre 2018 et 2019, il est coup sur coup sélectionné dans trois programmes d’accompagnement des innovateurs “tech for good” : Ashoka pour le programme Share it, Microsoft pour le programme Share ai et le Numa à New York.
En 2020, il figure parmi les 47 jeunes entrepreneurs et activistes de la (nouvelle) photo du siècle de Yann Arthus Bertrand, publiée dans L’OBS.